# Colostygia bicoloraria
Colostygia bicoloraria là một loài bướm đêm trong họ Geometridae.